# Pim van Dord
Pieter Hubertus (Pim) van Dord (Amsterdam, 7 augustus 1953) is een voormalig Nederlands voetballer.

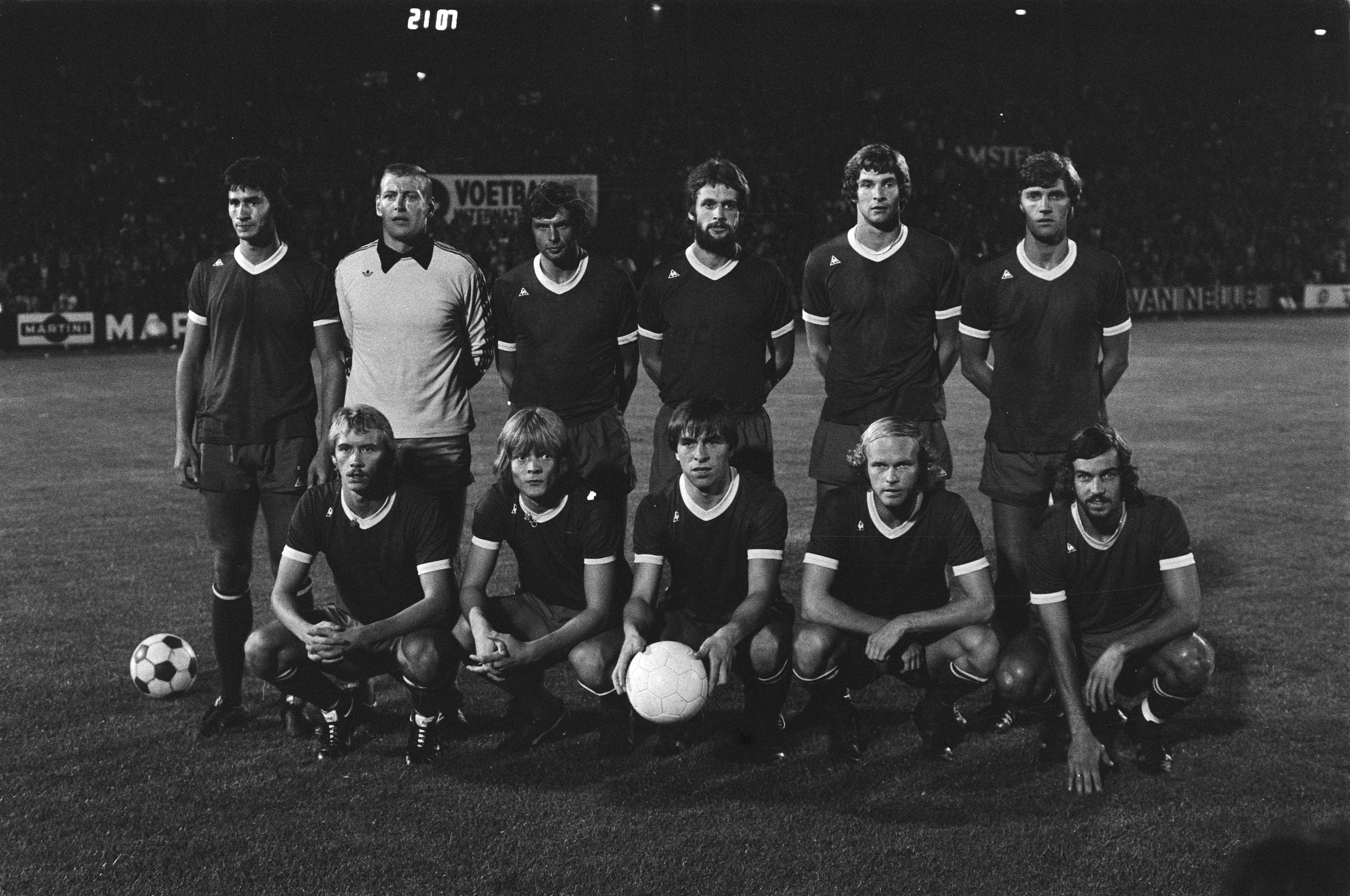
Amsterdam-701-toernooi. 8-8-1976, finale Ajax Amsterdam-Anderlecht Brussel 1-3,. Achter: Tscheu La Ling, Piet Schrijvers, Wim Suurbier, Hans Erkens, Pim van Dord, Ruud Krol, voor: Dick Schoenaker, Soren Lerby, Johnny Dusbaba, Ruud Geels, René Notten.

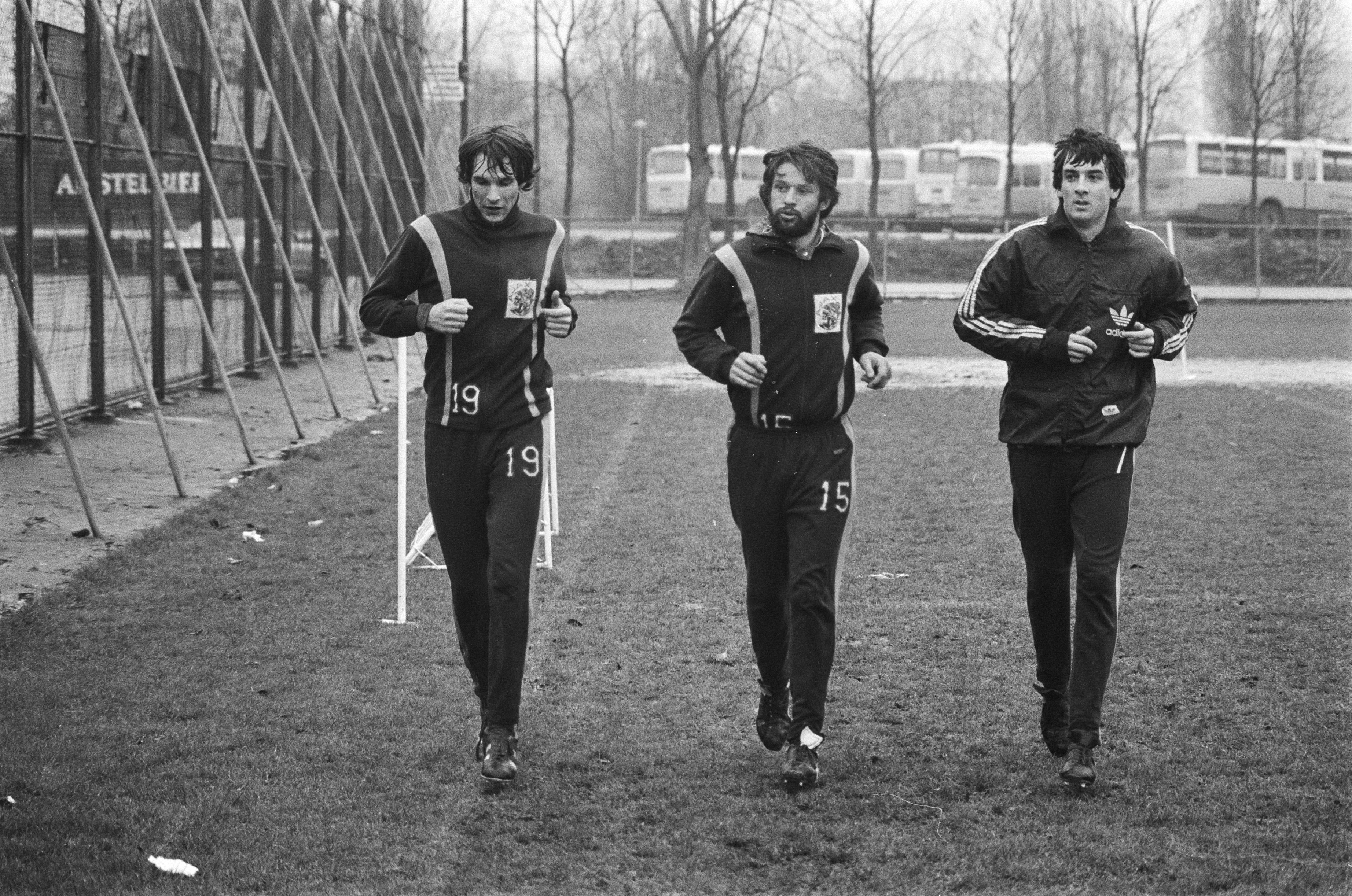
4-12-1978. Training Ajax in verband met returnduel derde ronde Europa Cup III-toernooi (Ajax Amsterdam-Honved Boedapest 2-0). Van links naar rechts: Pim van Dord, Hans Erkens en Ray Clarke. Op de achtergrond NZH-streekbussen (Noord-Holland, Zuid-Holland).

Van 1973 tot 1980 speelde Pim van Dord als verdediger bij AFC Ajax. In september 1980 moest de voorstopper zijn loopbaan reeds op 27-jarige leeftijd beëindigen wegens een blessure. In totaal speelde hij 137 wedstrijden in de hoofdmacht van de Amsterdamse club. Hij ging verder bij AFC. In 1983 speelde hij drie wedstrijden voor het Nederlands olympisch voetbalelftal. Na zijn actieve loopbaan is Pim van Dord betrokken gebleven bij Ajax. Als fysiotherapeut maakte hij sinds 1985 deel uit van de staf. Ook heeft Frank Rijkaard hem in 2000 gevraagd het Nederlands elftal te begeleiden op het Europees kampioenschap voetbal 2000. Vanaf het seizoen 2016/2017 tot aan zijn pensioen medio 2020 was Van Dord medisch manager bij Ajax.